# Hängedach

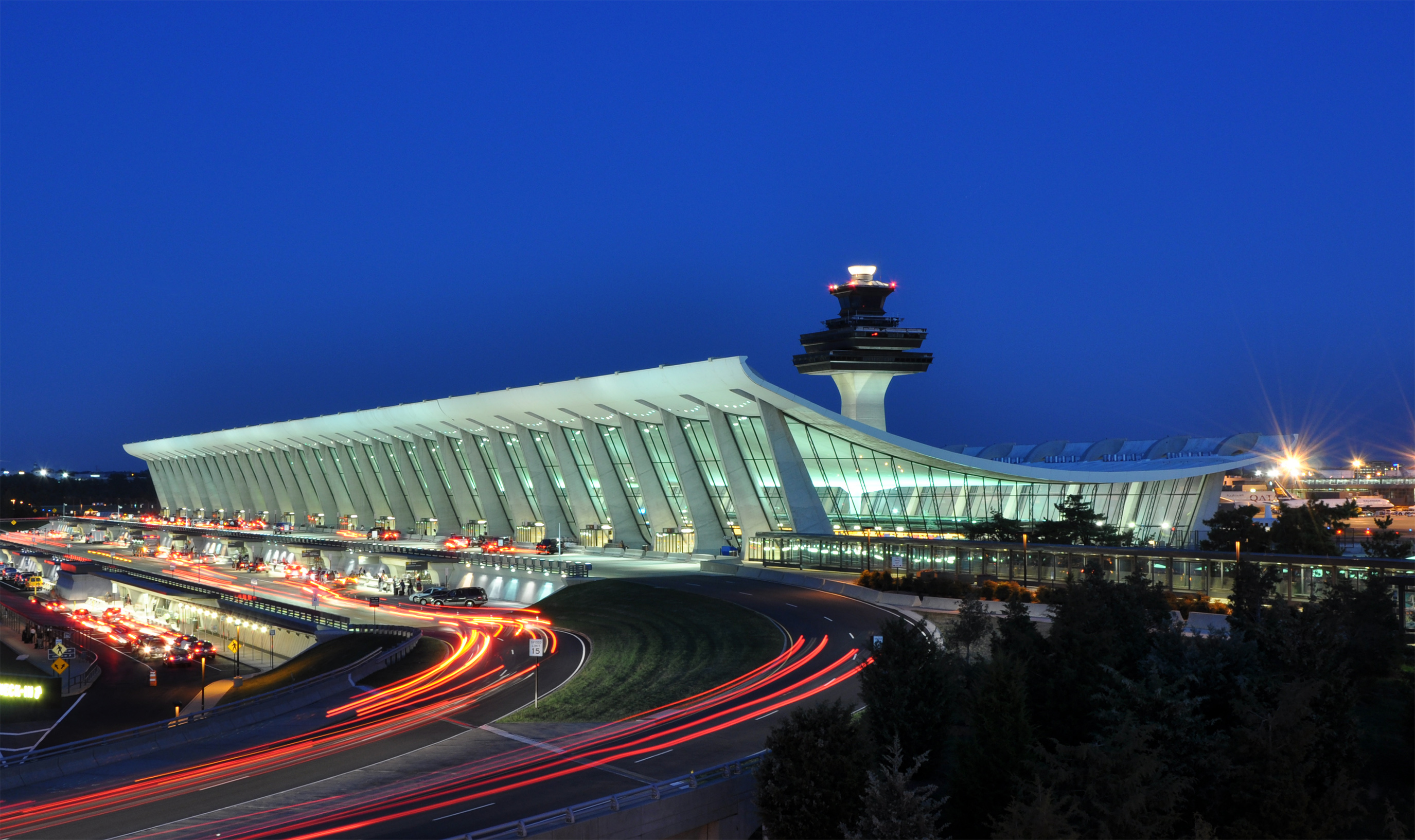
Das einfachgekrümmte Dach des Washington Dulles International Airport

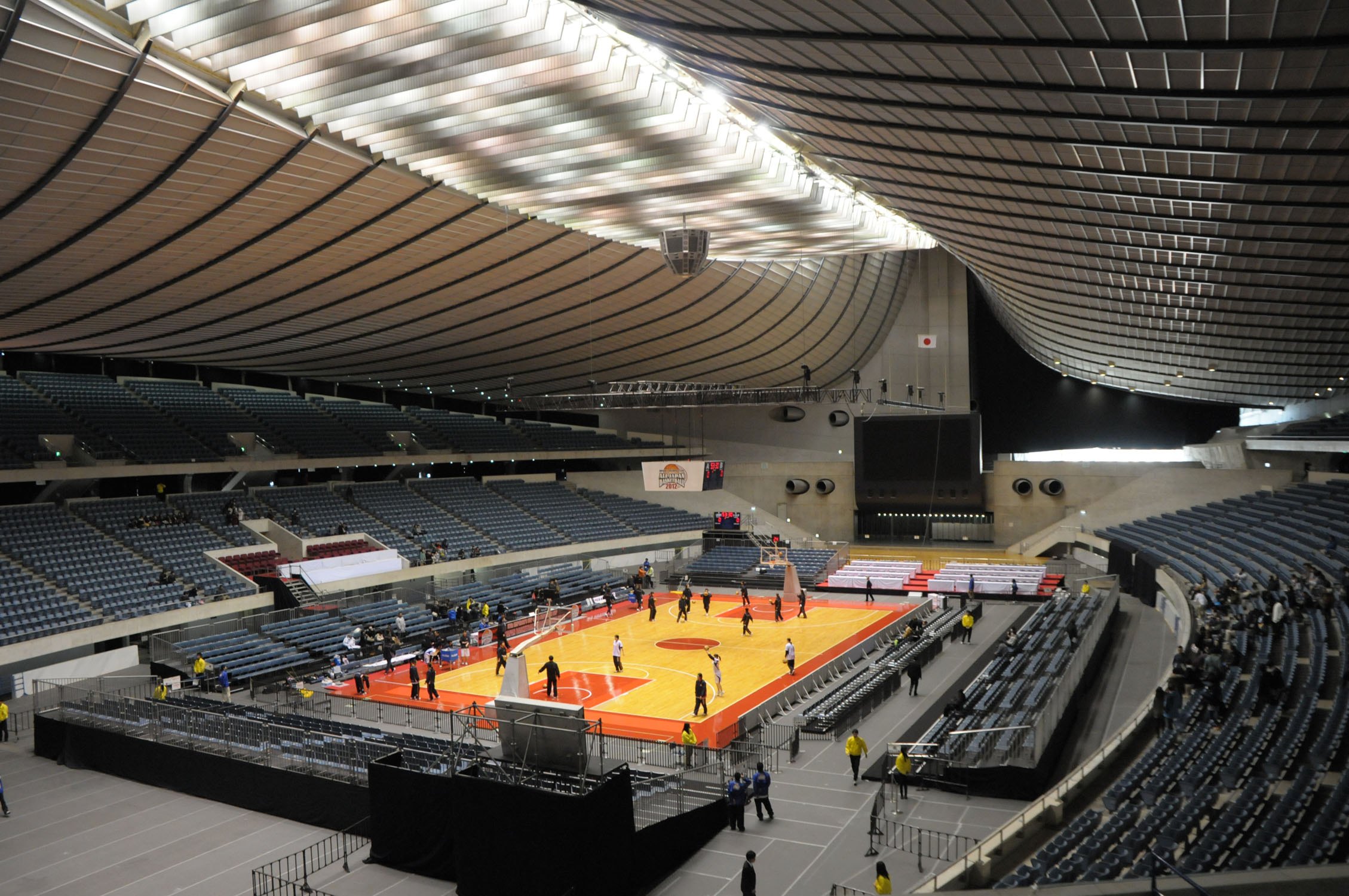
Das doppeltgekrümmte Hängedach der Yoyogi Olympiahalle in Tokio von innen

Bei einem Hängedach ist die Dachkonstruktion nur auf Zug beansprucht. Zur Stabilität haben sie oft die Form einer doppelt- und entgegengesetzt gekrümmten Fläche (Sattelfläche) – hier insbesondere die eines hyperbolischen Paraboloids. Aber auch einfachgekrümmte Hängedächer sind möglich, deren Form man sich wie die eines umgedrehten Tonnengewölbes oder einer umgedrehten Bogenbrücke vorstellen muss, nur dass diese beiden auf Druck ausgelegt sind.
Besonders bei den doppeltgekrümmten Hängedächern findet man Seilnetzkonstruktionen vor. Einfachgekrümmte Hängedächer haben statische Ähnlichkeit mit Seilbrücken und Spannbandbrücken, siehe auch Schale (Technische Mechanik).
Nicht zu verwechseln ist das Hängedach mit dem Hängewerk.

## Einfachgekrümmte Hängedächer

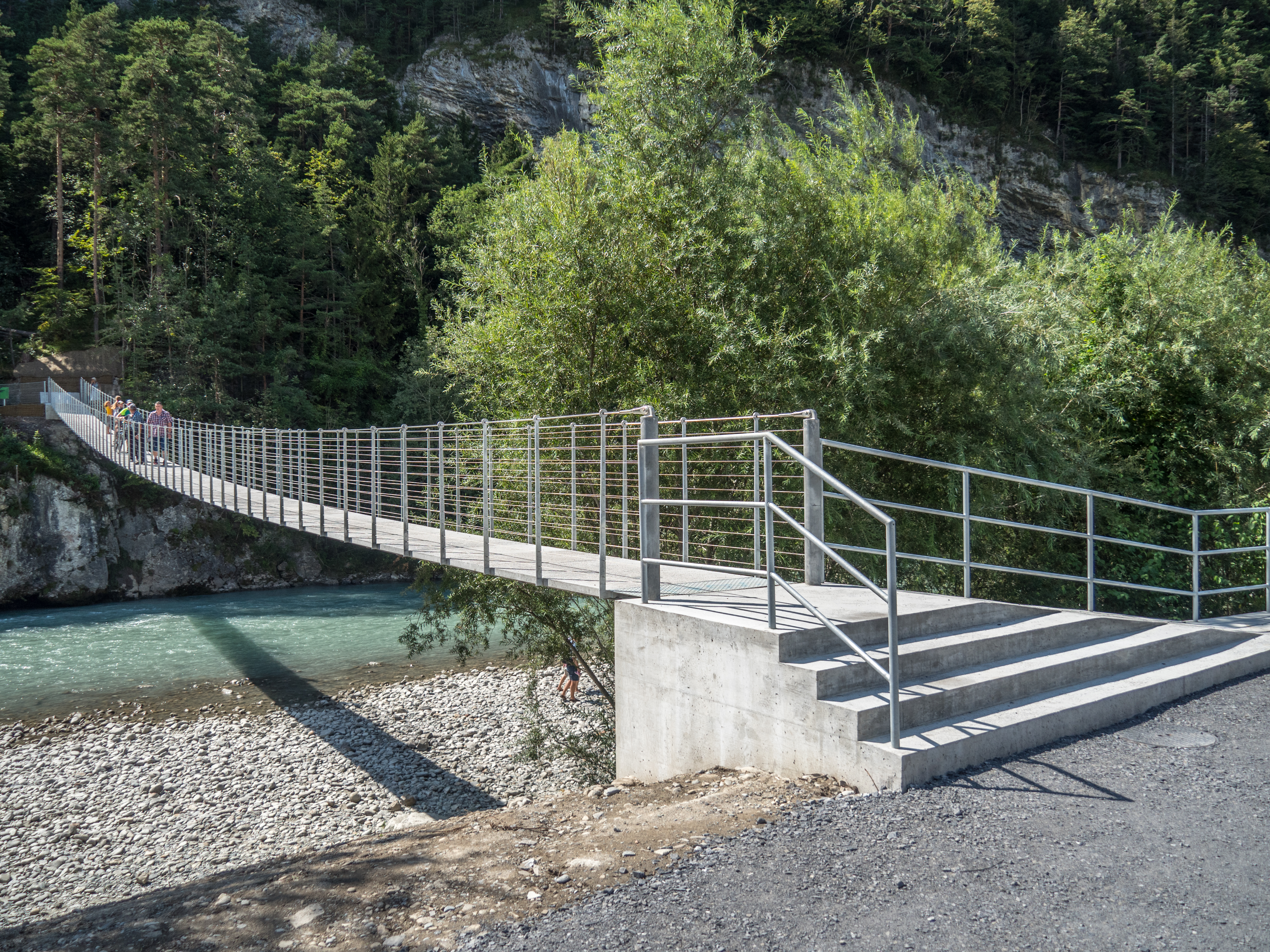
Einfachgekrümmte Hängedächer haben statische Ähnlichkeit mit Spannbandbrücken, hier die Ryyssboogebrugg, Schweiz

### Beispiele
| Bild | Bezeichnung (Bauzeit)                                                  | Architekt         | Beschreibung             |
| ---- | ---------------------------------------------------------------------- | ----------------- | ------------------------ |
|      | Schwimmoper, Wuppertal (1957)                                          | Friedrich Hetzelt | Hängedach aus Stahlbeton |
|      | Hauptterminal des Washington Dulles International Airports, USA (1958) | Eero Saarinen     | Hängedach aus Stahlbeton |
|      | Pavilhão de Portugal, Lissabon (1995–1998)                             | Álvaro Siza       | Hängedach aus Stahlbeton |

## Doppeltgekrümmte Hängedächer

### Statik und Geschichte – Vorbild Dorton Arena

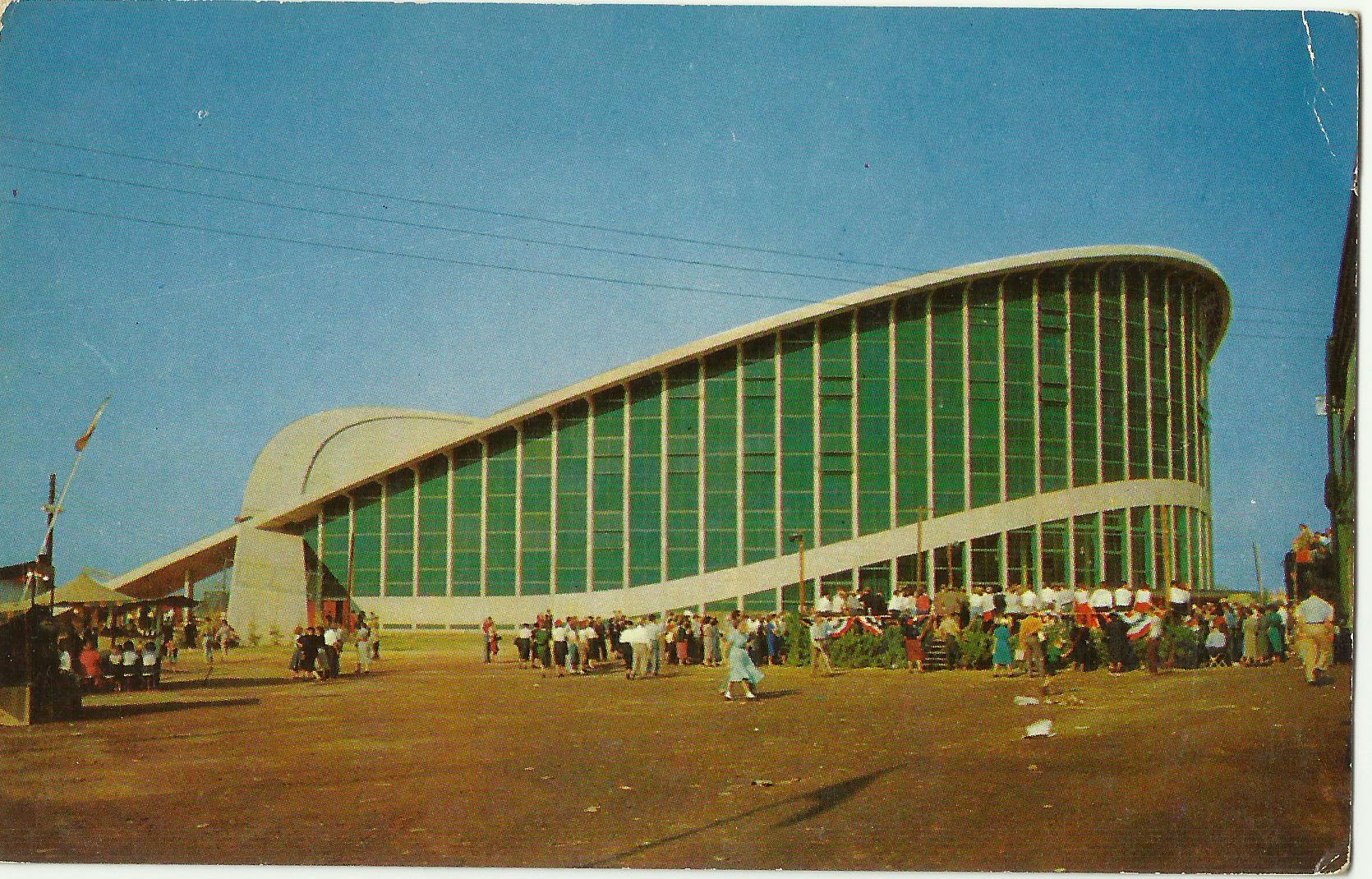
Die Dorton Arena in den 1960ern

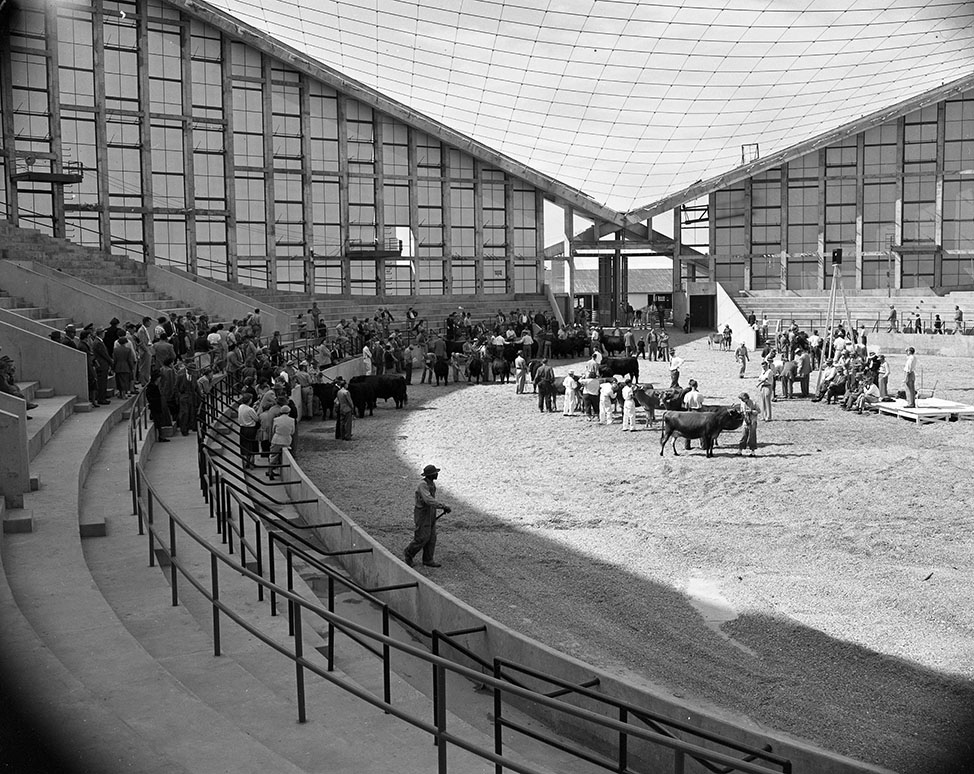
Dasselbe Gebäude, bevor die Dachdeckung installiert wurde. Zu sehen das tragende Seilnetz, 1952.

Die Dorton Arena mit ihrem Hängedach als Seilnetzkonstruktion in der Form eines hyperbolischen Paraboloids inspirierte international bekannte Architekten wie Eero Saarinen, Frei Otto und Kenzo Tange zur Weiterentwicklung von freihängenden Dächern. Auch mehrere andere Architekten und Bauingenieure übernahmen dieses statische Modell, sodass man hier fast von einem Bautyp sprechen kann. Allen gemein ist das runde Hängedach in der Form eines hyperbolischen Paraboloids (Sattelfläche), welches seine Zugkräfte in die Hängebögen führt, die diese dann in den Erdboden ableiten. Werden die beiden Auflagerpunkte der Randbögen/-träger durch ein Stahlseil unterhalb des Bauwerks zusammengespannt, so erhält das Dach noch einmal eine höhere Standfestigkeit.
Trotz ihrer optischen Ähnlichkeit zu einigen hyperbolischen Paraboloidschalen, gehören sie doch nicht dazu, da das statische Prinzip einer Schale sich von dem eines Hängedaches (Seilnetz) unterscheidet.
Unterscheidung:
|                     | Hängedach | Hyparschale |
| ------------------- | --- | --- |
| Beispiel:           | (Eisstadion in Prešov, 1962–1967) | (Gaststätte „Panorama“ in Schwerin, 1972) |
| Form:               | Beide Dächer haben die Form eines hyperbolischen Paraboloids, auch genannt „Sattelfläche“, weswegen sie im Englischen auch beide unter saddle roofs zusammengefasst werden. (Hängedächer können darüber hinaus auch nur einfachgekrümmt sein)                                                                                              | Beide Dächer haben die Form eines hyperbolischen Paraboloids, auch genannt „Sattelfläche“, weswegen sie im Englischen auch beide unter saddle roofs zusammengefasst werden. (Hängedächer können darüber hinaus auch nur einfachgekrümmt sein) |
| Statisches Prinzip: | Seilnetz und Randträger: Die Dachfläche besteht aus einer Dachhaut, die von einem Seilnetz getragen wird, welches zwischen den beiden mächtigen, etwas sichtbaren Randträgern aufgehängt ist. Beide „brauchen“ sich dabei gegenseitig: Die Randträger sorgen für die Spannung des Seilnetzes; das Seilnetz hindert die Träger am Umkippen. | Schale: Die ganze Dachfläche ist eine „homogene“ Schale. |
| Abmessungen:        | Hängedächer haben in der Regel größere Abmessungen als Schalen und sind so auch bei großen Sport- oder Kongresshallen zu finden. | Hyparschalen erreichen fast nie die Ausmaße von Hängedächern. |

### Bautechnik
Eine häufige verwendete Bautechnik war der Einsatz von vorgefertigten, quadratischen Betonsegmenten, die in den Gittern, die die Seilnetze bildeten, eingehängt wurden. Danach wurde darunter die Dachdecke verschalt und dann das Dach betoniert. Dieses Verfahren machte zwar das jeweilige Dach stabiler, aber auch schwerer und teurer gegenüber anderen Dachdeckungen wie etwa mit Stahl.

### Beispiele

#### Hängedächer in der Form eines hyperbolischen Paraboloids
Alle hier aufgeführten Hängedächer haben gebogene Randträger, da diese der Stützlinie folgen, was statisch günstig ist. Einzige Ausnahme ist die Friedrich-Ebert-Halle mit einer quadratischen Dachform, was nur durch massive Rand-Kastenträger gewährleistet werden kann. Die runde Außenform der meisten Hängedächer führt auch dazu, dass diese Dächer nur aus einem einzigen hyperbolischen Paraboloid bestehen und hier nicht einfach mehrere hyperbolischen Paraboloide zusammengeschaltet werden können wie bei den Hyparschalen.
| Bild | Bezeichnung (Bauzeit)                                       | Architekt                               | Beschreibung |
| ---- | ----------------------------------------------------------- | --------------------------------------- | --- |
|      | Dorton Arena, Raleigh (1951–1952)                           | Maciej Nowicki, William Henley Deitrich | Dach als Stahlseilnetz, gespannt zwischen zwei bogenförmige Träger aus Stahlbeton, Grundfläche: 92 × 97 m² |
|      | Schwarzwaldhalle, Karlsruhe (1953)                          | Erich Schelling, Ulrich Finsterwalder   | Seilnetz in 6 cm Betondecke, nur sechs Monate Bauzeit, 2.575 m² säulenfreie Ausstellungsfläche |
|      | Sendehalle des Senders Felsberg-Berus, Saarland (1954–1955) | Jean François Guédy, Eugène Freyssinet  | Hängedach als Seilnetz mit Beton, Länge von 86 m, eine Breite von 46 m |
|      | Feierabendhaus Knapsack, Hürth (1955–1957)                  | Karl Hell                               | Vorbild war die Dorton Arena, Dach aus Stahlseilnetz, in das Stahlbetonfertigteile eingehängt wurden. Die Fugen wurden mit Leichtbeton verfüllt, 1988 unter Denkmalschutz gestellt |
|      | Kongresshalle, Berlin (1956–1957, Wiederaufbau 1987)        | Hugh Stubbins                           | Mischkonstruktion, Hängedach nur zwischen Ringankern des zentralen Baukörpers, den zwei großen Randträgern fehlte so die nötige Zuglast, Teileinsturz 1980 (ein Randträger stürzte ab) |
|      | St.-Lukas-Kirche, Bremen (1962–1963)                        | Carsten Schröck, Frei Otto              | Kreisförmiger Grundriss; zwischen zwei halbrunden Randbalken als Holzleimbinder sind drei Netze aus Stahlseilen gespannt, die mit Holzlamellen überspannt wurden. |
|      | Friedrich-Ebert-Halle, Ludwigshafen am Rhein (1962–1965)    | Roland Rainer                           | Die primäre Tragstruktur besteht aus hängenden Stahlbetonrippen im Abstand von zwei Metern, zwischen deren Tragseile (die später die Bewehrung der Rippen bilden) 2 × 2 Meter große und 8 cm dicke Stahlbetonplatten eingehängt sind, die dann mit den Rippen vergossen wurden. Besonderheit unter den hyperbolisch paraboloiden Hängedächern: quadratische Dachform, kann nur durch massive Randträger geleistet werden. |
|      | Eisstadion Ice Aréna, Prešov (1962–1967, renoviert 2020)    | ?                                       | Abmessungen: 78 mx 92 m, |
|      | Scotiabank Saddledome (1981–1983)                           | Graham McCourt Architects               | Statt zweier sich kreuzender oder in einem Punkt zusammenlaufender Randträger verschmelzen die beiden zu einem geschlossenen Ringanker. |
|      | Lee Valley Velodrome, London (2009–2011)                    | Hopkins Architects                      | Statt zweier sich kreuzender oder in einem Punkt zusammenlaufender Randträger verschmelzen die beiden zu einem geschlossenen Ringanker. |
|      | Schierker Feuerstein Arena (2016–2017)                      | GRAFT                                   | Dach als seilnetzgestützte Membran, gespannt zwischen zwei bogenförmige Träger aus Stahl |

- Hörsaal Auditoire Paul-Emile Janson (1956) der Université libre de Bruxelles (ULB),[12]
- Sporthalle Športová hala Pasienky (1958)[13] in Bratislava,
- Sporthal Beverwijk in Beverwijk (1971).[14]

#### Sonstige doppeltgekrümmte Hängedächer
| Bild | Bezeichnung (Bauzeit)                       | Architekt     | Beschreibung |
| ---- | ------------------------------------------- | ------------- | --- |
|      | Kokuritsu Yoyogi Kyōgijō, Japan (1963–1964) | Kenzō Tange   | Das Design inspirierte Frei Otto bei seinen Entwürfen der Arena für die Olympischen Sommerspiele 1972 in München. |
|      | Theater Basel, Schweiz (1969–1975)          | Felix Schwarz | Hauptwerk des Architekten                                                                                         |